# Hotel Dullemond
Hotel Dullemond of Hotel Laag-Soeren was een hotel in de Nederlandse plaats Laag-Soeren (gemeente Rheden, provincie Gelderland). Sinds begin 21e eeuw rest van het bouwwerk alleen nog een ruïne.

## Geschiedenis
Het gebouw begon als landhuis en had lange tijd de naam Huis Laag-Soeren. Het werd vanaf 1780 gebouwd door Carel Otto van Kesteren. Na diens dood in 1817 verkochten zijn erfgenamen het grootste deel van zijn landerijen, waaronder Huis Laag-Soeren. De koper was Gerrit Jan van Rhemen. Deze verkocht het huis en de landerijen in 1829 aan luitenant-generaal Ralph Dundas Tindal. Deze militair, die tevens politicus was, verkocht het weer aan Jacobus van Bronkhuyze, die tot 1847 eigenaar was.
De volgende koper was mevrouw L. Poel-Luyden uit Amsterdam, gevolgd door Pieter Nicolaas Jut (jr.). Die liet het in 1849 verbouwen tot een woning. Jut, die zijn achternaam zelf verrijkte tot "Jut van Breukelerwaard", had interesse gekregen in watergeneeskunde, nadat hij via deze methode genezen was van jicht. Hij zette op zijn landgoed een kuuroord op. Dit gebouw bestaat nog steeds, en heeft bekendgestaan als Bethesda, Soeria en tegenwoordig als Landgoed Laag-Soeren. Rond deze tijd nam hij zelf zijn intrek in Huis Laag-Soeren. Op ongeveer 350 meter afstand staat het Priesnitzmonument, dat Jut liet bouwen ter ere van pioniers van de watergeneeskunde.
Na Juts dood kwam het huis met landerijen onder het beheer van het door hemzelf opgezette kuuroord Bethesda. Deze verhuurde het aan onder meer A. Horsting, die er rond de eeuwwisseling een hotel van liet maken. In 1906 werd het hotel verpacht aan de familie Dullemond. In de jaren daarna werden er diverse verbouwingen gedaan aan wat inmiddels 'Hotel Laag-Soeren' was gaan heten: onder meer een badkamer, een veranda, een serre en een garage werden er bij gebouwd.
Hotel Laag-Soeren, dat beter bekend kwam te staan onder de naam 'Hotel Dullemond', gold als een van de meer luxueuze, gezien de aanwezigheid van warm stromend water en elektriciteit, een erfenis uit de tijd van Bethesda. Het hotel had voornamelijk vaste klanten die uit het westen van Nederland kwamen, en kende goede jaren tot voor de Tweede Wereldoorlog.
Na de oorlog begonnen achterstallig onderhoud en verval echter hun tol te eisen. Hotel Dullemond sloot 1970 zijn deuren. Tot 1976 hield de Rotaryclub nog wel zijn maandelijkse vergadering in een speciaal daartoe ingerichte kamer. Broer en zus Wim en Mientje Dullemond hebben als laatste in het hotel gewoond. Zij leefden voornamelijk in de keuken en de naastgelegen kamer. Het middelste deel van het pand was niet meer toegankelijk wegens instortingsgevaar.
Mientje, de laatste Dullemond, overleed in 2007 en liet het hotel na aan vijf goede doelen. Deze konden echter geen overeenstemming vinden over de bestemming van het terrein. Het voormalige hotel verwerd tot een ruïne, die er nog steeds staat. Deze wordt door bepaalde hobbyisten beschouwd als een huis waar het 'spookt'; uit deze kringen vinden er dan ook af en toe nachtelijke excursies naar de ruïne plaats. Het terrein staat sinds 2016 te koop als bouwgrond voor een recreatieve of toeristische bestemming.

## Afbeeldingen van de ruïne (2017)

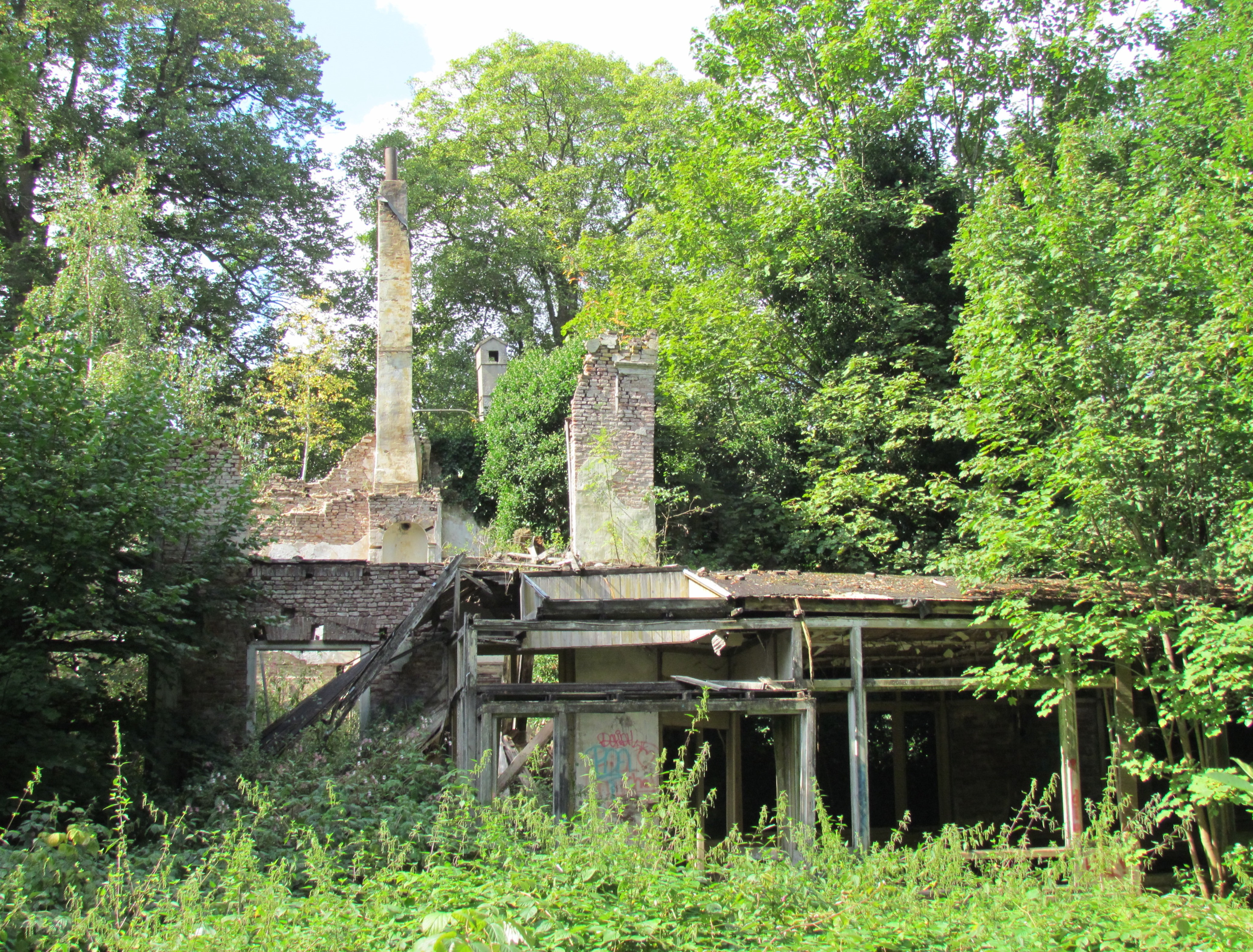
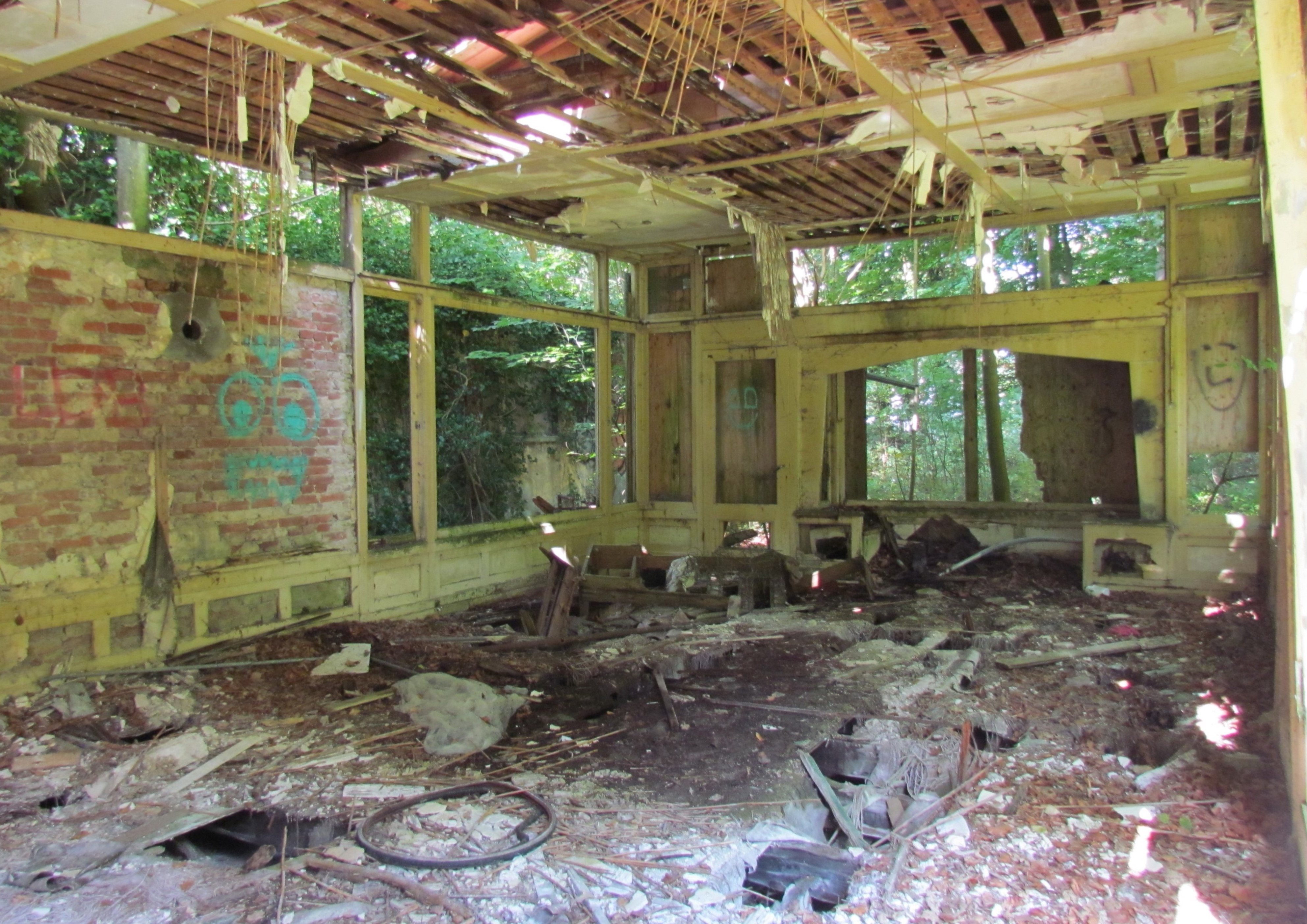
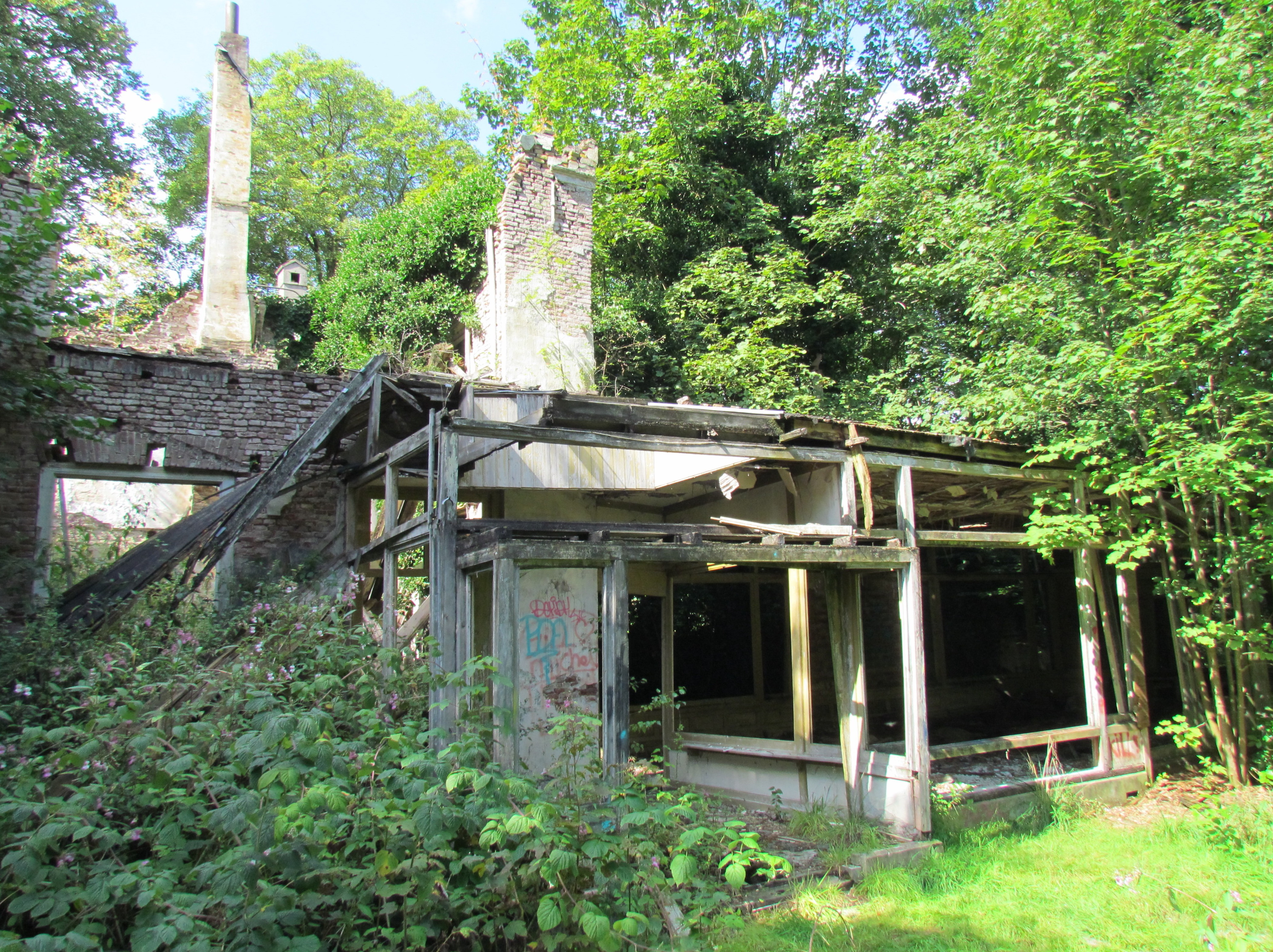
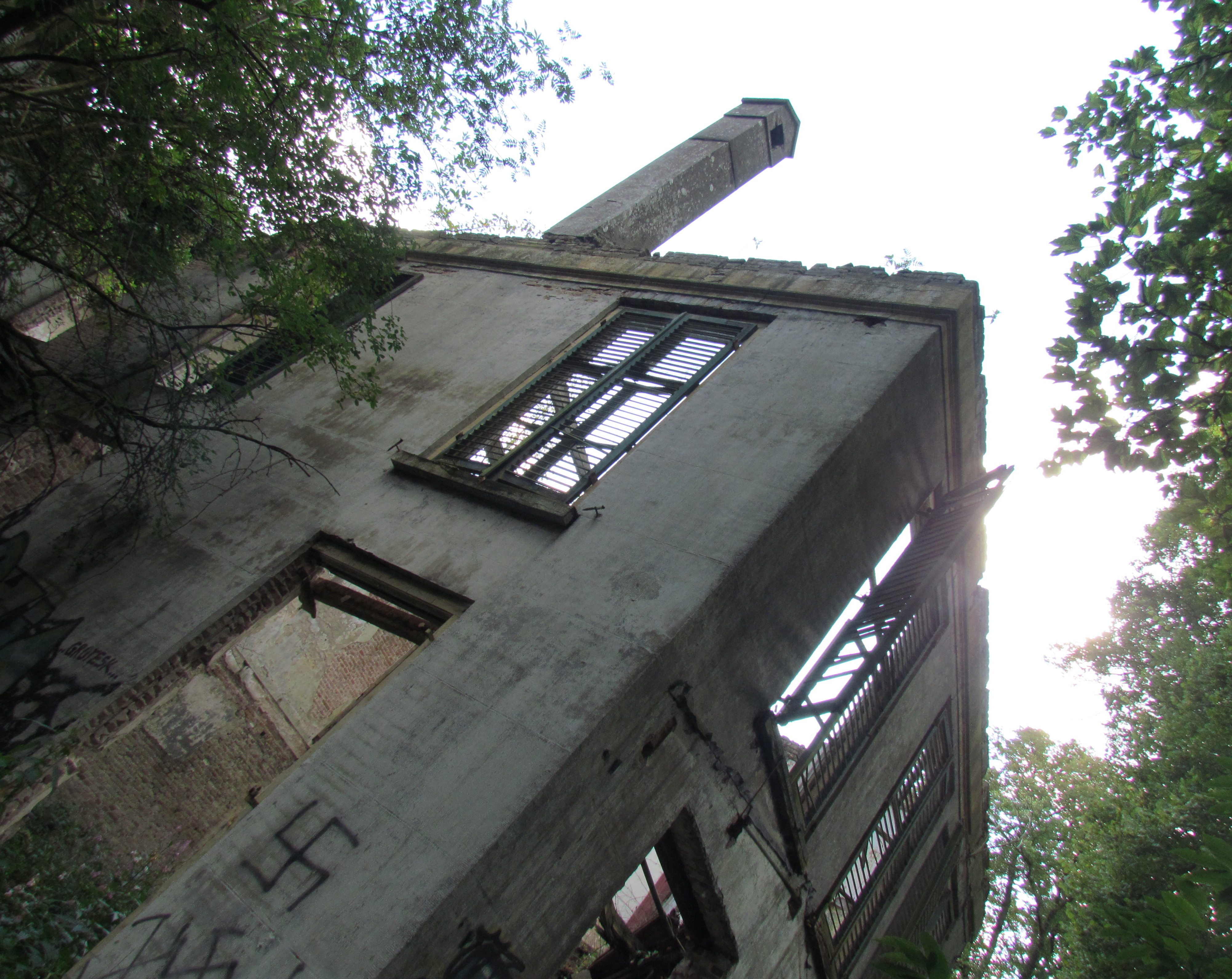
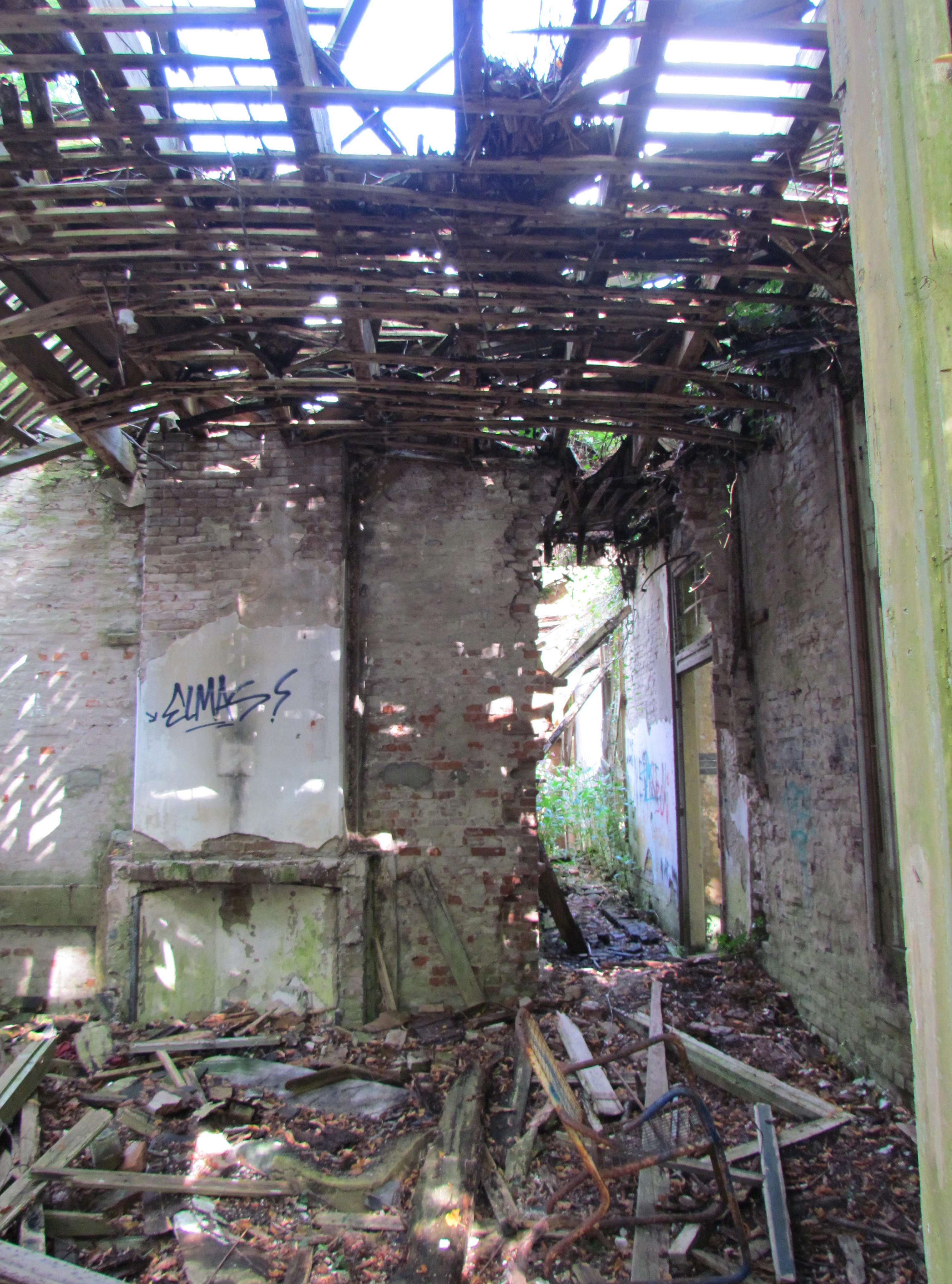